# Joumana Haddad
Joumana Haddad   (Beirut, 6 de desembre de 1970) és una escriptora, periodista, poetessa, artista i activista libanesa. Al maig de 2018 va ser candidata a les eleccions legislatives per la llista independent Kulna Watani (Tots som patriotes) però no va aconseguir un escó, fet que va provocar protestes dels seus partidaris denunciant frau. Des del 2014 és seleccionada com una de les dones àrabs més influents del món per la revista Arabian Business pel seu activisme polític i social.

## Biografia
Haddad va ser responsable de les pàgines culturals del diari libanès An Nahar, on ha treballat des del 1997 fins al 2017. És activista pels drets de la dona i és també redactora en cap de Jasad, una revista en àrab especialitzada en literatura i les arts del cos.
És poliglota (parla set idiomes) i ha publicat uns quants llibres en diversos idiomes que han esta editats a molts països del món, entre els quals destaca el seu assaig Jo vaig matar Sherezade, que ha estat traduït a una vintena de llengües, amb el qual va aconseguir un reconeixement internacional i la va situar com a baluard de l'empoderament femení en el món àrab. Ha editat una antologia de poesia libanesa moderna i una antologia de 150 poetes suïcides del segle xx.
Forma part del Consell consultor de l'ONG libanesa MARCH, que lluita per la llibertat d'expressió.

## Obra

### Obra en àrab

#### Poesia
- وقتٌ لحلم, ‘Temps per somniar’, Beirut, 1995.
- دعوة إلى عشاء سرّي, ‘Invitació a un sopar secret’, Beirut, دار النهار للنشر [Dar an-Nahar li-n-Naxr], 1998.
- يدان إلى هاوية, ‘Dues manes cap a l'abisme’, Beirut, دار النهار للنشر [Dar an-Nahar li-n-Naxr], 2000.
- لم أرتكب ما يكفي, ‘No he pecat prou’, el Caire, دار كاف نون [Dar Kaf Nun], 2003.
- عودة ليليت, ‘El retorn de Lilith’, Beirut, دار النهار للنشر [Dar an-Nahar li-n-Naxr], 2004 / el Caire, دار آفاق [Dar Afaq], 2007.
- النمرة المخبوءة عند مسقط الكتفين, ‘La pantera amagada on neixen els homes', Alger, منشورات الاختلاف [Manxurat al-Ikhtilaf] i الدار العربية للعلوم [ad-Dar al-Arabiyya li-l-Ulum], 2007.
- Vendrá la muerte y tendrá tus ojos, 150 poetas que se suicidaron en el siglo veinte [antologia poètica], Beirut, دار النهار للنشر [Dar an-Nahar li-n-Naxr], 2007.
- عادات سيئة, ‘Costums dolents', el Caire, الهيئة العامة لقصور الثقافة [Al-Hia al-Amma li-Qussur ath-Thaqafa], 2007
- مرايا العابرات في المنام, ‘Espills de les passatgeres en el somni’, Beirut, دار النهار للنشر [Dar an-Nahar li-n-naxr] i الدار العربية للعلوم [ad-Dar al-Arabiyya li-l-Ulum], 2008 / el Caire, دار آفاق [Dar Afaq], 2010.
- كتاب الجيم, ‘Llibre de la Jim’, Beirut, الدار العربية للعلوم [ad-Dar al-Arabiyya li-l-Ulum], 2011.

#### Teatre
- Jaulas, Ediciones Naufal, 2014.

#### Prosa
- Con los ladrones del fuego [entrevistes amb autors internacionals], Beirut, دار النهار للنشر [Dar an-Nahar li-n-naxr], 2006.

### Obra en altres llengües

#### En anglès
- Madinah, city stories from the Middle East [antologia] Comma Press, Manchester, Regne Unit, 2008.
- I Killed Scheherazade [assaig], Saqi Books, Londres, 2010.[9] El llibre s'ha traduït al francès, italià, espanyol, danès, portuguès, alemany, holandès, croata, noruec, romanès i àrab.[10]
- Superman is an Arab [assaig], Westbourne Press, Londres, 2012.[11] El llibre s'ha traduït a l'italià, espanyol, francès, croata y àrab.
- The Third Sex [assaig], Hachette Antoine, Beirut, 2015.

##### Traduccions
- Invitation to a Secret Feast, Tupelo Press, Vermont, Estats Units, 2008.

#### En espanyol
- Allí donde el río se incendia [antologia de poesia], Ediciones de Aquí, Màlaga, 2006 / Fundación Editorial El Perro y la Rana, Caracas, Venezuela 2007.

##### Traduccions
- Cuando me hice fruta, Monte Ávila Editores, Caracas, Venezuela (2006).
- El retorno de Lilith, traduït por Héctor Fernando Vizcarra, Editorial Praxis, Mèxic, Mèxic (2007) / Diputació Provincial de Màlaga, Espanya, col·lecció MaRemoto (2009).[12]
- Espejos de las fugaces, traduït por Héctor Fernando Vizcarra, Vaso Roto Ediciones, Madrid-México (2010).[13]
- Yo maté a Sherezade, Editorial Debate, Madrid, Espanya (2011).[14]
- Las siete vidas de Luca, Vaso Roto Ediciones, Madrid-Mèxic (2011).[15]
- Los amantes deberían llevar solo mocasines, Vaso Roto Ediciones, Madrid-México (2011).[16]
- Supermán es árabe, Vaso Roto Ediciones, Madrid-Mèxic (2014).[17]
- Jaulas, Vaso Roto Ediciones, Madrid-Mèxic (2016).

#### En francès
- Le temps d'un rêve, nº 1 [revista de poesía] (1995).
- Les amants ne devraient porter que des mocassins [literatura erótica] Editions Humus, Lausanne, Suiza (2010).[18]

##### Traduccions
- Le retour de Lilith, traduït per Antoine Jockey, Editions L'Inventaire, París, França (2007); Editions Actes Sud, París, França (2011).[19]
- Miroirs des passantes dans le songe, Al Dante, París, França (2010).

#### En italià
- Le sette vite di Luca [literatura infantil], Mondadori Junior, Milan, Italia (2011).[20]

##### Traduccions
- Adrenalina, Edizioni del Leone, Venecia, Itàlia (2009).
- Il ritorno di Lilith, traducido por Oriana Capezio, Edizioni l'Asino d'Oro, Roma, Itàlia (2009).

#### Traduccions en altres llengües
- Damit ich abreisen kann, Lisan Verlag, Bâle, Suíssa (2005).
- Liliths Wiederkehr, Verlag Hans Schiler, Berlín, Alemanya (2008).
- Lilits återkomst, Bokförlaget Tranan, Estocolm, Suècia (2010).